# Бракен (округ)
Бра́кен (англ. Bracken County) — округ в штате Кентукки, США. Официально образован в 1796 году. По состоянию на 2010 год, численность населения составляла 8488 человек.

## География
По данным Бюро переписи США, общая площадь округа равняется 541,311 км2, из которых 533,541 км2 суша и 8,547 км2 или 1,600 % это водоёмы.

## Население
По данным переписи населения 2000 года в округе проживает 8 279 жителей в составе 3 228 домашних хозяйств и 2 346 семей. Плотность населения составляет 16,00 человек на км2. На территории округа насчитывается 3 715 жилых строений, при плотности застройки около 6,90-ти строений на км2. Расовый состав населения: белые — 98,48 %, афроамериканцы — 0,62 %, коренные американцы (индейцы) — 0,25 %, азиаты — 0,06 %, гавайцы — 0,04 %, представители других рас — 0,21 %, представители двух или более рас — 0,35 %. Испаноязычные составляли 0,47 % населения независимо от расы.
В составе 33,50 % из общего числа домашних хозяйств проживают дети в возрасте до 18 лет, 57,30 % домашних хозяйств представляют собой супружеские пары проживающие вместе, 10,70 % домашних хозяйств представляют собой одиноких женщин без супруга, 27,30 % домашних хозяйств не имеют отношения к семьям, 23,90 % домашних хозяйств состоят из одного человека, 11,30 % домашних хозяйств состоят из престарелых (65 лет и старше), проживающих в одиночестве. Средний размер домашнего хозяйства составляет 2,55 человека, и средний размер семьи 3,00 человека.
Возрастной состав округа: 25,50 % моложе 18 лет, 8,40 % от 18 до 24, 29,50 % от 25 до 44, 23,00 % от 45 до 64 и 23,00 % от 65 и старше. Средний возраст жителя округа 37 лет. На каждые 100 женщин приходится 98,00 мужчин. На каждые 100 женщин старше 18 лет приходится 95,90 мужчин.
Средний доход на домохозяйство в округе составлял 34 823 USD, на семью — 40 469 USD. Среднестатистический заработок мужчины был 31 503 USD против 21 139 USD для женщины. Доход на душу населения составлял 16 478 USD. Около 7,60 % семей и 10,80 % общего населения находились ниже черты бедности, в том числе — 10,50 % молодежи (тех, кому ещё не исполнилось 18 лет) и 17,30 % тех, кому было уже больше 65 лет.